# 罗顿豆
罗顿豆（学名：Lotononis bainesii）为豆科罗顿豆属下的一个种。